# Le Diamant de cent sous
Pour plus de détails, voir Fiche technique et Distribution.
Le Diamant de cent sous est un film français réalisé par Jacques Daniel-Norman, sorti en 1948.

## Synopsis
Par jeu et pour éblouir sa femme, le romancier Morgan vole une bague et s'en débarrasse au rayon Bijoux fantaisie d'un supermarché. Sophie achète le diamant, ce qui oblige le romancier à se lancer dans de folles aventures pour récupérer le bijou.

## Fiche technique
- Réalisation et dialogues : Jacques Daniel-Norman
- Scénario : Frédéric Gotfurt, Victor Skutezky
- Photographie : Victor Arménise
- Montage : Fanchette Mazin
- Musique : Vincent Scotto
- Décors : Robert Dumesnil
- Société de production : La Société des Films Sirius
- Pays de production :  France
- Langue : Français
- Format : Noir et blanc - 35 mm - Son mono
- Genre : Comédie
- Durée : 90 minutes
- Date de sortie : 
  - France : 7 janvier 1948
- Numéro de visa : 5256

## Distribution
- René Dary : Clive Morgan
- Suzy Carrier : Sophie
- Raymond Pellegrin : Tony
- Jean Parédès : Charles
- Noëlle Norman : Phyllis
- Henri Hennery : l'éditeur
- Julien Maffre : le jardinier
- Gaston Séverin : l'avocat général
- Gaëtan Jor : un inspecteur
- René Charles
- Gaston Orbal : le commandant
- Marcel Lestan : le commissaire
- Claude Rivory : l'oncle Christophe
- Jean Tissier : le Président
- Jacques Dynam : Georges
- Jean Carmet : l'invité
- Léon Pauléon : l'invité
- Roger Vincent : l'invité
- Albert Dinan : Jim
- Jean Toulout : William
- Charles Lemontier : l'avocat
- Émile Drain : le joaillier
- Jacques Henley : Simson
- Sylvain
- Max Tréjean
- Marcel Méral
- Michel Nastorg
- André Richard
- Lucien Desagneaux
- Pierre Hauss
- Noël Robert
- René Pascal
- Marcelle Monthil : Mlle Pomme
- Ketty Kerviel : Eléonore
- Claudette Falco : la bonne
- Charlotte Ecard : la sourde
- Margaret Vaughan : Miss Simson
- Léonce
- Jacques Pornais
- Simone Logeart
- Gaby Bruyère